# Les Normands de Paris
Les Normands de Paris est une association culturelle française ayant son siège à Paris.
Fondée le 20 novembre 1906, elle regroupe les personnes originaires de Normandie qui vivent à Paris ou en région parisienne.
En 1908, elle compte 800 adhérents.
Elle est affiliée à la Fédération des sociétés historiques et archéologique de Normandie.
Elle publie à partir de mai 1910 un bulletin, d'abord trimestriel, Bulletin des Normands de Paris, devenu mensuel sous le titre Les Normands de Paris, dont les anciens numéros sont très recherchés par les collectionneurs. La revue paraît pendant l'occupation allemande.
Elle a pour rédacteurs en chef M. Littré, puis Camille Cé (1878-1959).
L'écrivain Maurice Leblanc (1864-1941) adhère à l'association en 1920.
Le siège social de l'association a beaucoup changé : 100, rue de Richelieu, Paris 2e, 6 avenue de Messine, Paris 8e, 71 rue de Provence, Paris 9e, 33 (?) rue Vivienne, Paris 1er, 8 rue de la Sorbonne, Paris 6e et 37 boulevard Beaumarchais, Paris 3e…

## Présidents
- Auguste Salles
- 1908 : Charles Aubourg de Boury[2]
- 1909 : Blais-Mousseron
- Levatois
- 1923 : Robert Thoumyre

...
- marquis de Saint-Pierre (1935)

...
- Manuel-Paul Marquez
- Guillotin
- P. Leroy
- [1949] : Fernand Le Pelletier (1888-1976)
- Jean Fournée

...